# أشاريد أبال إيكور
آشاريد أبال إيكور هو الملك ال88 لآشور من القرن 10 ق م، حسب قائمة ملوك آشور ذكرت أنه حكم لمدة سنتين، من سنة 1076 إلى سنة 1074 ق م. خلف الحكم من والده تغلث فلاسر الأول، عاصر حكم مردوخ شبيك زيري ملك بابل ولا يوجد مصادر تكلمت عن فترة حكمه. خلفه في الحكم اخوه آشور بيل كالا.